# 15 de maio
15 de maio é o 135.º dia do ano no calendário gregoriano (136.º em anos bissextos). Faltam 230 dias para acabar o ano.

## Eventos históricos

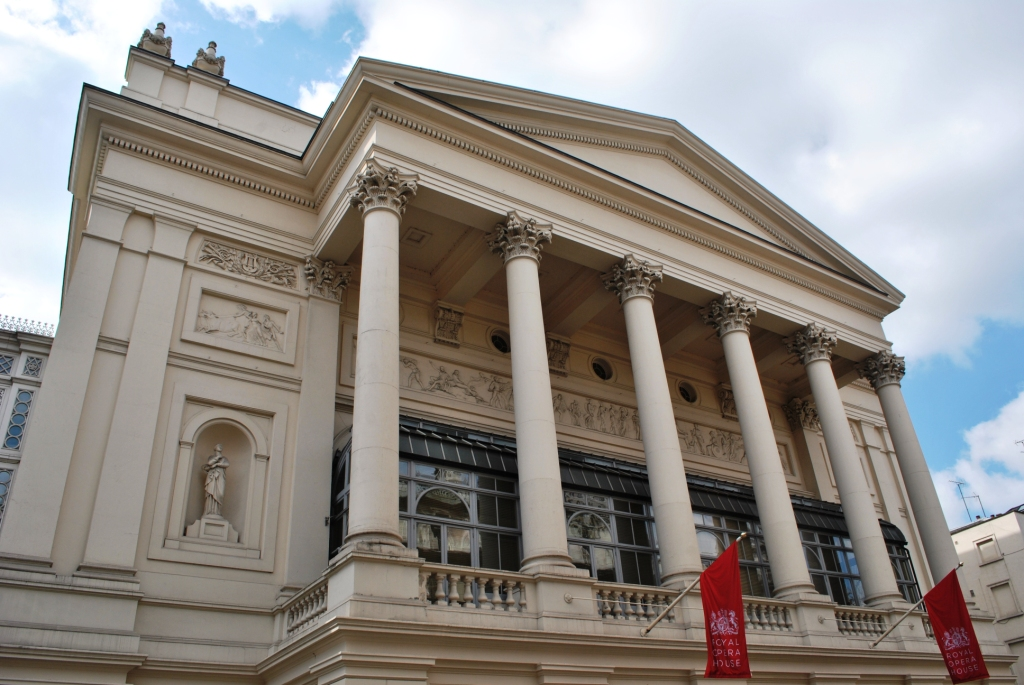
1858: Inauguração da Royal Opera House, Londres.

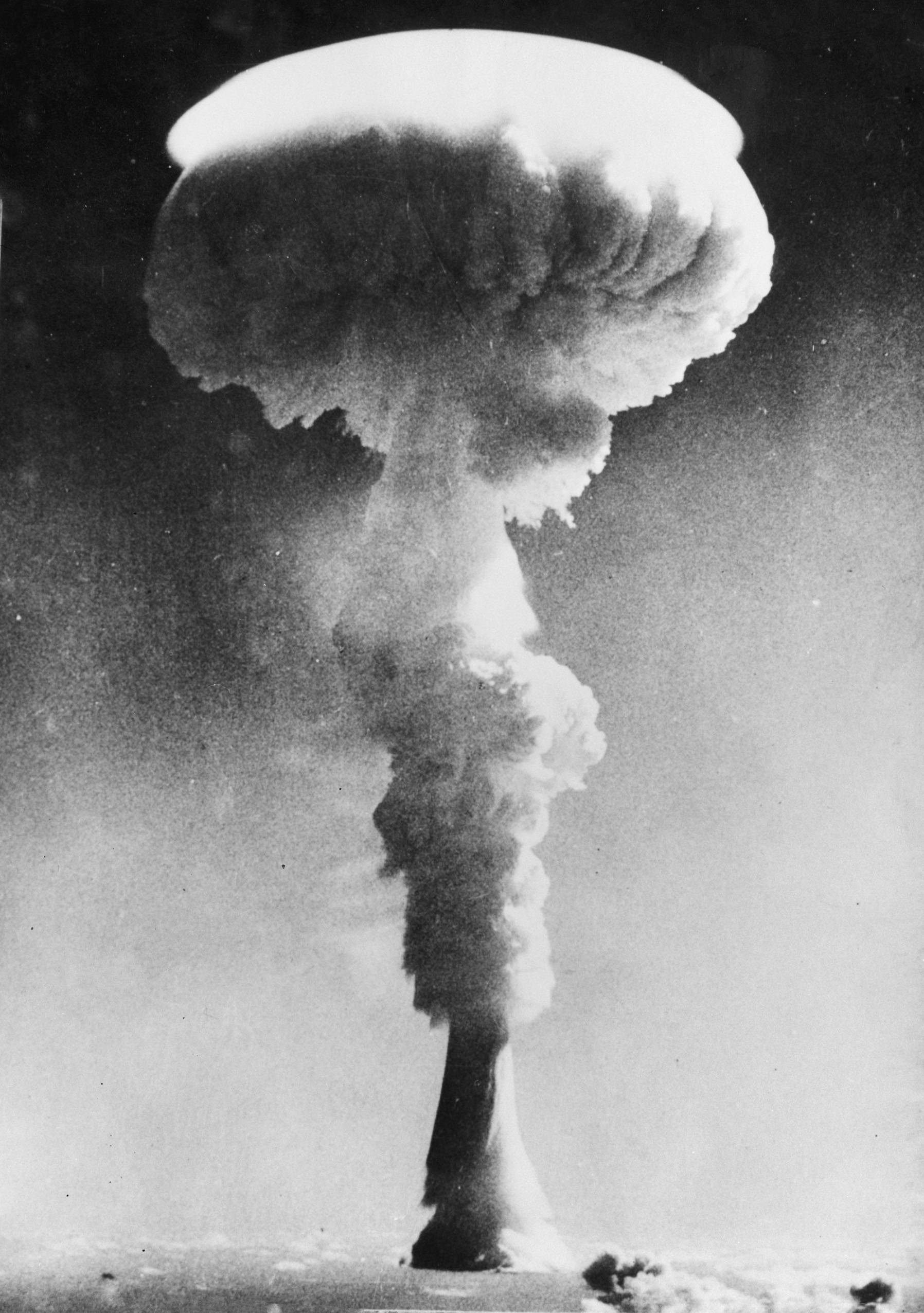
1957: Operação Grapple.

- 0221 — Liu Bei, senhor da guerra chinês, proclama-se imperador de Shu Han, o sucessor da Dinastia Han.
- 0392 — Imperador Valentiniano II é assassinado enquanto avançava sobre a Gália contra o usurpador franco Arbogasto. É encontrado enforcado em sua residência em Vienne.
- 0589 — Casamento do rei Autário com Teodolinda, filha do duque bávaro Garibaldo I. Católica, ela tem grande influência entre a nobreza lombarda.
- 0756 – Abederramão I, o fundador da dinastia árabe que governou a maior parte da Península Ibérica por quase três séculos, torna-se emir de Córdova, Espanha.[1]
- 0908 — Constantino VII, de três anos de idade, filho do imperador Leão VI, o Sábio, é coroado coimperador do Império Bizantino pelo Patriarca Eutímio I em Constantinopla.
- 1252 — Papa Inocêncio IV emite a bula pontifícia ad extirpanda, que autoriza, mas também limita, a tortura de hereges na Inquisição medieval.
- 1525 — Camponeses insurgentes liderados pelo pastor anabatista Thomas Müntzer são derrotados na Batalha de Frankenhausen, pondo fim à Guerra dos Camponeses Alemães no Sacro Império Romano-Germânico.
- 1536 — Ana Bolena, rainha da Inglaterra, é julgada em Londres sob a acusação de traição, adultério e incesto; é condenada à morte por um júri especialmente selecionado.
- 1602 — Cabo Cod é avistado pelo navegador inglês Bartholomew Gosnold.[2]
- 1618 — Johannes Kepler confirma sua descoberta anteriormente rejeitada da terceira lei do movimento planetário (ele a descobriu pela primeira vez em 8 de março, mas logo rejeitou a ideia depois que alguns cálculos iniciais foram feitos).
- 1648 — A Paz de Münster é ratificada, pela qual a Espanha reconhece a soberania holandesa.
- 1792 — Guerra da Primeira Coalizão: a França declara guerra ao Reino da Sardenha.
- 1796 — Guerra da Primeira Coalizão: Napoleão Bonaparte entra em triunfo em Milão.
- 1836 — Francis Baily observa "Anel de diamante de Baily" durante um eclipse anular.
- 1848 — A servidão é abolida na Galícia dos Habsburgos, como resultado das revoluções de 1848. O restante da monarquia seguiu no final do ano.
- 1849 — Tropas das Duas Sicílias tomam Palermo e esmagam o governo republicano da Sicília.
- 1850 — Ratificado o Tratado Arana–Southern, terminando com "as diferenças existentes" entre Grã-Bretanha e Argentina.
- 1858 — Inauguração da atual Royal Opera House em Covent Garden, Londres.
- 1891 — Papa Leão XIII defende os direitos dos trabalhadores e os direitos de propriedade na encíclica Rerum Novarum, o início da moderna Doutrina Social da Igreja.
- 1895 — A Intrusão Francesa no Amapá ocorreu na fronteira entre o Amapá e a Guiana Francesa, sendo o evento culminante da disputa territorial conhecida como Contestado franco-brasileiro.
- 1896 — A República do Manhuaçu é proclamada dentro do território do estado de Minas Gerais, durou vinte e dois dias.
- 1905 — A cidade de Las Vegas é fundada em Nevada, Estados Unidos.
- 1911 — No caso Standard Oil Co. de Nova Jersey v. Estados Unidos, a Suprema Corte dos Estados Unidos declara que a Standard Oil é um monopólio "irracional" sob a Lei Sherman Antitruste e ordena que a empresa seja desmembrada.
- 1915 — A Argentina, o Brasil e o Chile assinam um acordo chamado como o Pacto do ABC para formar uma cooperação a não agressão e arbitragem.
- 1918
  - Toma posse em Portugal o 16.º governo republicano, chefiado por Sidónio Pais enquanto Presidente da República.
  - A Guerra Civil Finlandesa termina quando os brancos tomam o Forte Ino, uma base russa de artilharia costeira no istmo da Carélia, das tropas russas.[3]
- 1919 — Ocupação grega de Esmirna: durante a ocupação, o exército grego mata ou fere 350 turcos; os responsáveis são punidos pelo comandante grego Aristides Stergiades.
- 1932 — Em uma tentativa de golpe de Estado, o primeiro-ministro do Japão Inukai Tsuyoshi é assassinado.
- 1933 — Todas as organizações de aviação militar dentro ou sob o controle do Ministério da Aviação do Reich são oficialmente fundidas de forma a encobertar a formação do braço aéreo militar da Wehrmacht, a Luftwaffe.
- 1934 — Kārlis Ulmanis estabelece um governo autoritário na Letônia.
- 1940
  - Segunda Guerra Mundial: a Batalha da Holanda: após combates ferozes, as tropas holandesas mal treinadas e equipadas se rendem à Alemanha, marcando o início de cinco anos de ocupação.
  - Richard e Maurice McDonald abrem o primeiro restaurante McDonald's.
- 1941 — Segunda Guerra Mundial: Primeiro voo do Gloster E.28/39, o primeiro avião a jato britânico e aliado.[4]
- 1943 — Joseph Stalin dissolve o Comintern (ou Terceira Internacional).
- 1948 — Após a expiração do Mandato Britânico da Palestina, o Reino do Egito, a Transjordânia, o Líbano, a Síria, o Iraque e a Arábia Saudita invadem Israel, iniciando a Guerra árabe-israelense de 1948.
- 1957 — Na ilha Malden, no Oceano Pacífico, a Grã-Bretanha testa sua primeira bomba de hidrogênio na Operação Grapple.
- 1958 — A União Soviética lança o Sputnik III.
- 1960 — A União Soviética lança o Sputnik IV.
- 1963 — Projeto Mercury: lançamento da missão final, Mercury-Atlas 9, com o astronauta Gordon Cooper a bordo. Torna-se o primeiro americano a passar mais de um dia no espaço, e o último americano a ir para o espaço sozinho.
- 1968 — Uma bomba explodiu na sede da Bolsa de Valores de São Paulo, na Rua XV de Novembro.
- 1972 — As Ilhas Ryukyu, sob governo militar dos Estados Unidos desde sua conquista em 1945, revertem para o controle japonês.
- 1974 — Massacre do liceu de Maalot: membros da Frente Democrática para a Libertação da Palestina atacam e fazem reféns em uma escola israelense; um total de 31 pessoas são mortas, incluindo 22 crianças em idade escolar.
- 1987 — União Soviética lança o protótipo de plataforma orbital de armas Polyus, mas não consegue alcançar a órbita.
- 1988 — Guerra do Afeganistão: depois de mais de oito anos de combates, o exército soviético começa a retirar 115 000 soldados do Afeganistão.
- 1991 — Édith Cresson torna-se a primeira mulher primeira-ministra da França.
- 1997 — O Ônibus Espacial Atlantis é lançado no STS-84 para acoplar com a estação espacial russa Mir.
- 2001 — Um EMD SD40-2 sai de um pátio de trens em Walbridge, Estados Unidos, com 47 vagões de carga. Viaja para o sul sem maquinista por 106 km até ser parado perto de Kenton.[5]
- 2018 — A Rússia inaugura a mais longa ponte da Europa, a Ponte da Crimeia, sobre o estreito de Kerch dando acesso terrestre viário e ferroviário pela Rússia à Crimeia.

## Nascimentos

### Anteriores ao século XIX
- 1531 — Maria de Habsburgo, Duquesa de Jülich-Cleves-Berg (m. 1581).
- 1565 — Hendrick de Keyser, escultor e arquiteto neerlandês (m. 1621)
- 1567 — Claudio Monteverdi, padre e compositor italiano (m. 1643).
- 1632 — Adolfo Guilherme, Duque de Saxe-Eisenach (m. 1668).
- 1720 — Maximiliano Hell, sacerdote e astrônomo húngaro (m. 1792).
- 1759 — Maria Theresia von Paradis, pianista, cantora e compositora austríaca (m. 1824).
- 1773 — Klemens Wenzel von Metternich, estadista austríaco (m. 1859).

### Século XIX
- 1801 — Joseph Ludwig Raabe, matemático suíço (m. 1859).
- 1808 — Michael William Balfe, compositor irlandês (m. 1870).
- 1817 — Debendranath Tagore, filósofo e escritor indiano (m. 1905).
- 1822 — João, Conde de Montizón (m. 1887).
- 1838 — Nicolae Grigorescu, pintor romeno (m. 1907).
- 1840 — George Ernest Shelley, ornitólogo e geólogo britânico (m. 1910).
- 1841 — Clarence Dutton, geólogo estadunidense (m. 1912).
- 1842 — Luís Vítor da Áustria (m. 1919).
- 1845 — Élie Metchnikoff, zoólogo russo (m. 1916).
- 1848 — Viktor Vasnetsov, pintor russo (m. 1926).
- 1851 — Herbert Lawford, tenista britânico (m. 1925).
- 1856
  - L. Frank Baum, escritor, editor, ator, roteirista, produtor de cinema e teosofista estadunidense (m. 1919).
  - Matthias Zurbriggen, alpinista suíço (m. 1917).
- 1859 — Pierre Curie, físico francês (m. 1906).
- 1862
  - Arthur Schnitzler, dramaturgo austríaco (m. 1931).
  - Cassius Jackson Keyser, matemático estadunidense (m. 1947).
- 1867 — Hjalmar Johansen, explorador polar norueguês (m. 1913).
- 1871 — Wilhelm von Opel, empresário alemão (m. 1948).
- 1879 — Matheson Lang, ator e dramaturgo canadense (m. 1948).
- 1891
  - Mikhail Bulgákov, escritor russo (m. 1940).
  - Fritz Feigl, químico e acadêmico austro-brasileiro (m. 1971).
- 1894 — Josef Jacobs, militar alemão (m. 1978).
- 1895 — Prescott Bush, político estadunidense (m. 1972).
- 1896 — Belmonte, cartunista, caricaturista e ilustrador brasileiro (m. 1947).
- 1897 — Henry Kaltenbrunn, ciclista sul-africano (m. 1971).

### Século XX

#### 1901–1950
- 1901 — Luis Monti, futebolista e treinador de futebol ítalo-argentino (m. 1983).
- 1904 — Paul D. Harkins, militar estadunidense (m. 1984).
- 1905
  - Joseph Cotten, ator estadunidense (m. 1994).
  - Abraham Zapruder, empresário estadunidense (m. 1970).
- 1906 — Humberto Delgado, militar português (m. 1965).
- 1908 — Sylvio Hoffman Mazzi, futebolista brasileiro (m. 1991).
- 1909 — James Mason, ator britânico (m. 1984).
- 1911 — Max Frisch, escritor suíço (m. 1991).
- 1914 — Tenzing Norgay, alpinista sherpa nepalês (m. 1986).
- 1915 — William Witney, cineasta estadunidense (m. 2002).
- 1916 — Chiang Fang-liang, primeira-dama de Taiwan (m. 2004).
- 1918
  - Joseph Wiseman, ator canadense (m. 2009).
  - Alcides Gerardi, cantor e compositor brasileiro (m. 1978).
- 1920 — Nasrallah Pierre Sfeir, religioso libanês (m. 2019).
- 1922 — Adil Çarçani, político albanês (m. 1997).
- 1923 — Richard Avedon, fotógrafo estadunidense (m. 2004).
- 1924 — Ursula Thiess, atriz alemã (m. 2010).
- 1925 — Horacio Guarany, cantor e escritor argentino (m. 2017).
- 1930 — Jasper Johns, pintor estadunidense.
- 1933 — Peter Broadbent, futebolista britânico (m. 2013).
- 1937
  - Oscarino Farias, ventríloquo brasileiro (m. 2018).
  - Ted Dabney, engenheiro estadunidense (m. 2018).
  - Madeleine Albright, política estadunidense (m. 2022).
  - Trini Lopez, cantor, compositor e ator estadunidense (m. 2020).
- 1938 — Mireille Darc, atriz, modelo e diretora francesa (m. 2017).
- 1940
  - Don Nelson, ex-jogador e treinador de basquete estadunidense.
  - Oscar Castro-Neves, compositor brasileiro (m. 2013).
- 1942 — Barnabas Sibusiso Dlamini, político suazi (m. 2018).
- 1943 — Alan Rollinson, ex-automobilista britânico (m. 2019).
- 1944 — Miruts Yifter, meio-fundista etíope (m. 2016).
- 1945 — Duarte Pio de Bragança, pretendente ao trono português.
- 1947 — Paulo de Carvalho, cantor e músico português.
- 1948
  - Geninho, ex-futebolista e treinador de futebol brasileiro.
  - Brian Eno, músico britânico.
  - Nikolai Gorbachov, canoísta bielorrusso (m. 2019).
- 1950 — Nicholas Hammond, ator estadunidense.

#### 1951–2000
- 1951
  - Kaye Hall, ex-nadadora estadunidense, campeã olímpica.
  - Frank Wilczek, físico estadunidense.
- 1952
  - Chazz Palminteri, ator, escritor e cineasta estadunidense.
  - Gonçalo Maria Pacheco da Câmara Pereira, fadista, produtor rural, ator e político português.
- 1955 — Arthur Bernardes, treinador de futebol brasileiro.
- 1956
  - Adílio, ex-futebolista brasileiro (m. 2024).
  - Gino Iorgulescu, ex-futebolista romeno.
- 1959 — Luis Pérez-Sala, ex-automobilista espanhol.
- 1960 — Ivonir Machado, cantor brasileiro (m. 2023).
- 1962
  - Ernest Ebongue, ex-futebolista camaronês.
  - Tino Marcos, jornalista brasileiro.
- 1963 — Arnaldo Versiani, jurista brasileiro.
- 1965
  - André Abujamra, músico e ator brasileiro.
  - Raí, ex-futebolista brasileiro.
- 1966
  - Ézio, futebolista brasileiro (m. 2011).
  - Jiří Němec, ex-futebolista tcheco.
- 1967
  - Ernesto Araújo, diplomata e escritor brasileiro.
  - Orlando Zapata, ativista cubano (m. 2010).
  - Simen Agdestein, enxadrista e ex-futebolista norueguês.
- 1968 — Seth Putnam, músico estadunidense.
- 1970
  - Frank de Boer, ex-futebolista e treinador de futebol holandês.
  - Ronald de Boer, ex-futebolista holandês.
- 1971
  - Zoubeir Baya, ex-futebolista tunisiano.
  - Barnabas Imenger, ex-futebolista nigeriano.
- 1972
  - Graziella Moretto, atriz brasileira.
  - Patrick Pothuizen, ex-futebolista holandês.
  - André Segatti, ator brasileiro.
- 1973
  - Patrick Mayo, ex-futebolista sul-africano.
  - Waldir Sáenz, ex-futebolista peruano.
- 1974
  - Caíco, ex-futebolista brasileiro.
  - Aretha Marcos, cantora brasileira.
- 1975
  - Danny Hay, ex-futebolista neozelandês.
  - Sergei Sakhnovski, patinador artístico russo-israelense.
- 1976 — Jacek Krzynówek, ex-futebolista polonês.
- 1978
  - Caroline Dhavernas, atriz canadense.
  - Amy Chow, ex-ginasta estadunidense.
  - Dwayne De Rosario, ex-futebolista canadense.
  - David Krumholtz, ator estadunidense.
- 1979
  - Renato, ex-futebolista brasileiro.
  - André Dias, ex-futebolista brasileiro.
  - Adolfo Bautista, ex-futebolista mexicano.
  - Mau Penisula, futebolista tuvaluano.
- 1980
  - Felicien Kabundi, futebolista congolês.
  - Ahmed Eid Abdel Malek, futebolista egípcio.
- 1981
  - Patrice Evra, futebolista francês.
  - Tuomas Kansikas, ex-futebolista finlandês.
  - Jamie-Lynn Sigler, atriz e cantora estadunidense.
  - Allam Khodair, automobilista brasileiro.
  - Zara Tindall, princesa inglesa.
- 1982
  - Segundo Castillo, futebolista equatoriano.
  - Jessica Sutta, dançarina, cantora e atriz estadunidense.
  - Anna Floris, tenista italiana.
  - Alexandra Breckenridge, atriz, fotógrafa e dubladora estadunidense.
- 1983
  - Jean Paul Yontcha, futebolista camaronês.
  - Mayana Neiva, atriz brasileira.
- 1984
  - Mr. Probz, cantor, compositor, rapper, produtor e ator neerlandês.
  - Sérgio Jimenez, automobilista brasileiro.
- 1985
  - Cristiane, futebolista brasileira.
  - Carl Medjani, futebolista argelino.
  - Tania Cagnotto, ex-saltadora italiana.
- 1986
  - Matías Fernández, futebolista chileno.
  - Luis Montes, futebolista mexicano.
- 1987
  - Andy Murray, tenista britânico.
  - Leonardo Mayer, tenista argentino.
  - Thaísa Daher, jogadora de vôlei brasileira.
  - Felipe Martins, futebolista brasileiro.
  - Denis Onyango, futebolista ugandês.
  - Fabián Rinaudo, futebolista argentino.
  - Larissa Luz, cantora, compositora e atriz brasileira.
- 1989
  - Mapou Yanga-Mbiwa, futebolista centro-africano.
  - James Holland, futebolista australiano.
  - Sunny, cantora americana-coreana.
  - João Pedro Silva, triatleta português.
- 1990
  - Joe Mattock, futebolista inglês.
  - Stella modelo britânica.
  - David Simão, futebolista português.
  - Luba, youtuber, gamer, streamer e vlogueiro brasileiro.
- 1993 – Diego Rubio, futebolista chileno.
- 1994 — Steliano Filip, futebolista romeno.
- 1996 — Birdy, cantora britânica.
- 1997 — Ousmane Dembélé, futebolista francês.
- 1999 — Júnior Brumado, futebolista brasileiro.

### Século XXI
- 2000 — Dayana Yastremska, tenista ucraniana.
- 2001 — Jeremiah Azu, desportista britânico.
- 2002 — Willian Rocha, futebolista brasileiro.

## Mortes

### Anteriores ao século XIX
- 0392 — Valentiniano 2.º, imperador romano (n. 371).
- 0884 — Papa Marinho 1.º (n. 830).
- 0913 — Hatto 1.º, arcebispo de Mainz (n. 850).
- 1470 — Carlos 8.º da Suécia (n. 1407).
- 1653 — Teodósio, Príncipe do Brasil (n. 1634).

### Século XIX
- 1879 — Gottfried Semper, arquiteto alemão (n. 1803).
- 1886 — Emily Dickinson, poetisa estadunidense (n. 1830).
- 1891 — Théodore Deck, ceramista francês (n. 1823).

### Século XX
- 1962 — Michael Dillon, médico e autor britânico (n. 1915).
- 1966 — Venceslau Brás, advogado e político brasileiro, 9.° presidente do Brasil (n. 1868).
- 1974 — Guy Simonds, militar canadense (n. 1903).
- 1986 — Elio de Angelis, automobilista italiano (n. 1958).
- 1988 — Georges Posener, egiptólogo francês (n. 1906).
- 1992 — Jovy Marcelo, automobilista filipino (n. 1965).
- 1994
  - Sérgio Sampaio, cantor e compositor brasileiro (n. 1947).
  - Gilbert Roland, ator mexicano (n. 1905).
  - Alexander Nove, economista e historiador russo-britânico (n. 1915).

### Século XXI
- 2008 — Willis Eugene Lamb, físico estadunidense (n. 1913).
- 2009
  - Wayman Tisdale, jogador de basquete estadunidense (n. 1964).
  - Hubert van Es, fotógrafo e fotojornalista neerlandês (n. 1941).
  - Susanna Agnelli, empresária, política e escritora italiana (n. 1922).
- 2010
  - Loris Kessel, automobilista suíço (n. 1950).
  - Besian Idrizaj, futebolista austríaco  (n. 1987).
- 2011 — Samuel Wanjiru, atleta queniano  (n. 1986).
- 2016 — Cauby Peixoto, cantor brasileiro  (n. 1931).
- 2021 — Eva Wilma, atriz brasileira  (n. 1933).
- 2024 — Washington Rodrigues, radialista brasileiro  (n. 1936).

## Feriados e eventos cíclicos
- ONU: Dia Mundial da Família.
- Dia internacional da objeção da consciência ao serviço militar

### Internacional
- Dia da Independência - Paraguai
- Dia Internacional da Latinidade, estabelecido pela União Latina/UNESCO
- Dia Internacional da Família

### Portugal
- Feriado Municipal de Caldas da Rainha

### Brasil
- Dia do Assistente Social
- Dia do Gerente Bancário
- Dia Nacional do Controle das Infecções Hospitalares
- Fundação do município de Várzea Grande, Mato Grosso
- Fundação do município de Monte Alto, São Paulo
- Fundação do município de Quixeré, Ceará
- Fundação do município de Cachoeirinha, Rio Grande do Sul
- Fundação do município de Cachoeiras de Macacu, Rio de Janeiro

### Cristianismo
- Aquiles de Lárissa
- Dimpna
- Gereberno
- Hesíquio de Cazorla
- Isidoro, o Lavrador
- Joana de Lestonnac
- Retício de Autun
- Ruperto de Bingen

## Outros calendários
- No calendário romano era o dia dos idos de maio.
- No calendário litúrgico tem a letra dominical B para o dia da semana.
- No calendário gregoriano a epacta do dia é xiv.